# خانه اسفندیاری
خانه اسفندیاری مربوط به دوره قاجار است و در کرمان، خیابان زریسف، بعد از خانه معلم واقع شده و این اثر در تاریخ ۱۰ دی ۱۳۸۱ با شمارهٔ ثبت ۷۲۹۱ به‌عنوان یکی از آثار ملی ایران به ثبت رسیده است.